# الفخار ذو الشكل الأسود

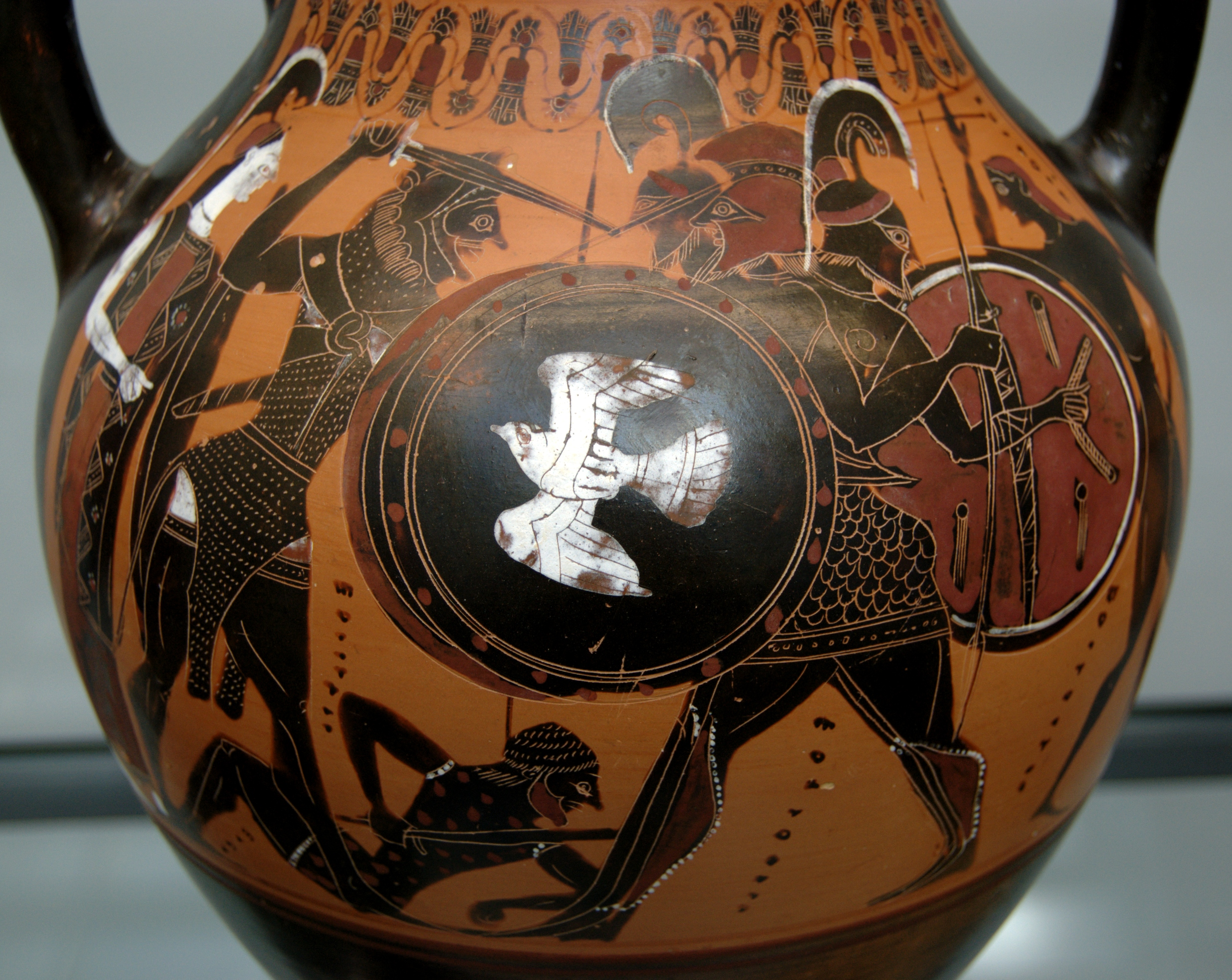
هيراكليس وجيريون على أمفورا (من منطقة أتيكا) ذات شكل أسود مع طبقة سميكة من اللمعان الشفاف، (حوالي العام 540 قبل الميلاد)، موجودة الآن في مجموعة آثار ولاية ميونيخ.

اللوحة الفخارية ذات الشكل الأسود ، والمعروفة أيضًا باسم نمط الشكل الأسود أو السيراميك ذو الشكل الأسود هو أحد أساليب الرسم على المزهريات اليونانية العتيقة. كان شائعًا بشكل خاص بين القرنين السابع والخامس قبل الميلاد، ويمكن أيضا ايجاد عينات يعود تاريخها إلى أواخر القرن الثاني قبل الميلاد. يمكن تمييزه من الناحية الأسلوبية عن فترة الاستشراق التي سبقت عصره ونمط الفخار الأحمر الذي تلاه.

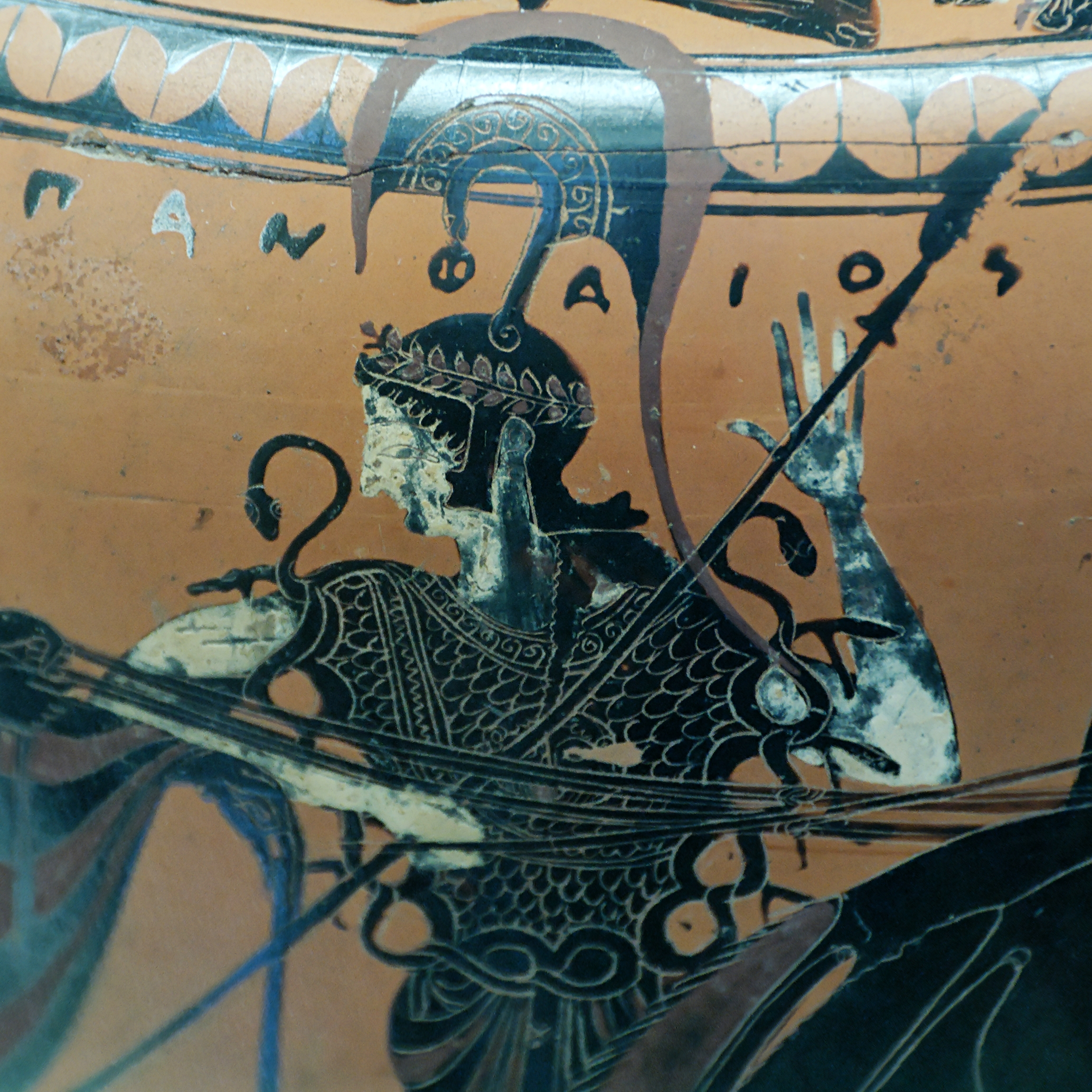
أثينا ترتدي الأيغيس، على هيدريا ذات الشكل الأسود من قبل الخزاف بامفايوس (موقع) والرسام يوفيلتوس، (حوالي العام 540 قبل الميلاد)،عثر عليها في توسكانيا، موجودة الآن في متحف Cabinet des Médailles، باريس

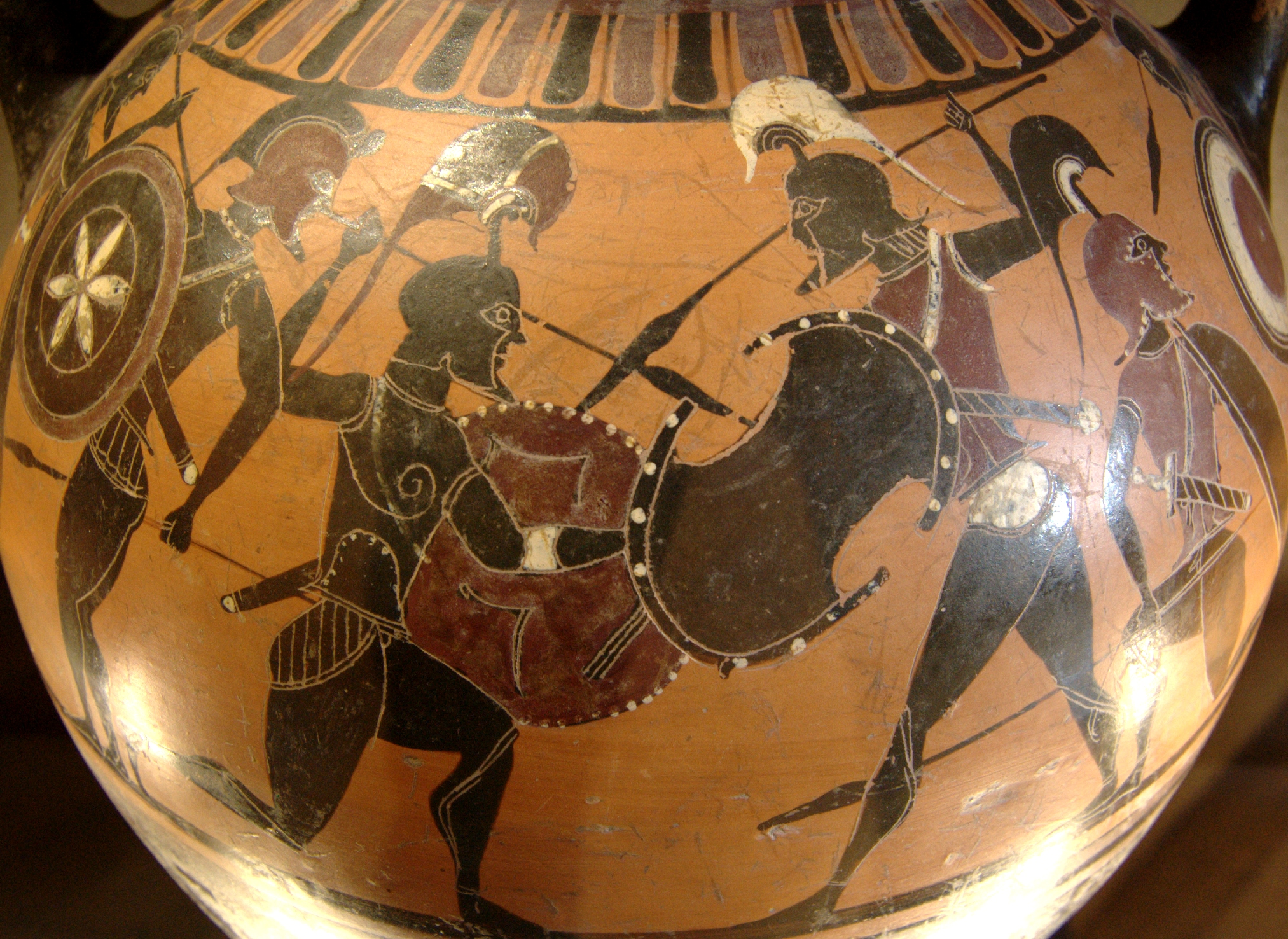
مشهد من أمفورا ذات شكل أسود من أثينا، تعود للقرن السادس قبل الميلاد، الآن في متحف اللوفر، باريس

تم رسم الأشكال والزخارف على جسم الاناء باستخدام أشكال وألوان تذكرنا بالصور الظلية. تم تشريح حدود دقيقة في الطلاء قبل الحرق، ويمكن تعزيز التفاصيل وإبرازها بألوان غير شفافة، عادةً اللونين الأبيض والأحمر. في البداية، كانت المراكز الرئيسية لهذا النمط هي مركز التجارة كورنثوس، ولاحقًا أثينا. من المعروف أن مواقع الإنتاج المهمة الأخرى كانت موجودة في لاكونيا وبيوتيا وشرق اليونان وإيطاليا. في إيطاليا بشكل خاص، ظهرت أنماط فردية تم تطويرها على الأقل جزئيًا لكي تباع في الأسواق الأترورية. كانت المزهريات اليونانية ذات الشكل الأسود تحظى بشعبية كبيرة لدى الأتروسكان، كما يظهر من خلال الواردات المتكررة. ابتكر الفنانون اليونانيون سلعًا مخصصة للسوق الأترورية والتي تختلف في الشكل والديكور عن منتجاتهم العادية. طور الأتروسكان أيضًا صناعة السيراميك ذات الشكل الأسود الخاصة بهم مستوحاة من النماذج اليونانية.
كان الرسم باللون أو الشكل الأسود على المزهريات هو أول نمط فني أدى إلى ظهور عدد كبير من الفنانين المميزين. بعضهم معروفون بأسمائهم الحقيقية، والبعض الآخر يُعرف فقط بالأسماء العملية التي أُعطوها في الأدب العلمي. كانت أتيكا بشكل خاص موطنًا للفنانين المشهورين. قدٌم بعض الخزافين مجموعة متنوعة من الابتكارات التي أثرت في كثير من الأحيان على عمل الرسامين؛ في بعض الأحيان كان الرسامون هم الذين ألهموا الأصالة في عمل الفخاريين. تعد المزهريات ذات الشكل الأحمر والأسود من أهم مصادر الأساطير والأيقونات، وأحيانًا تُستخدم أيضًا لاستكشاف حياة اليونان القديمة اليومية. منذ القرن التاسع عشر الميلادي على أبعد تقدير، كانت هذه المزهريات موضوع بحث مكثف.

## تقنيات الإنتاج

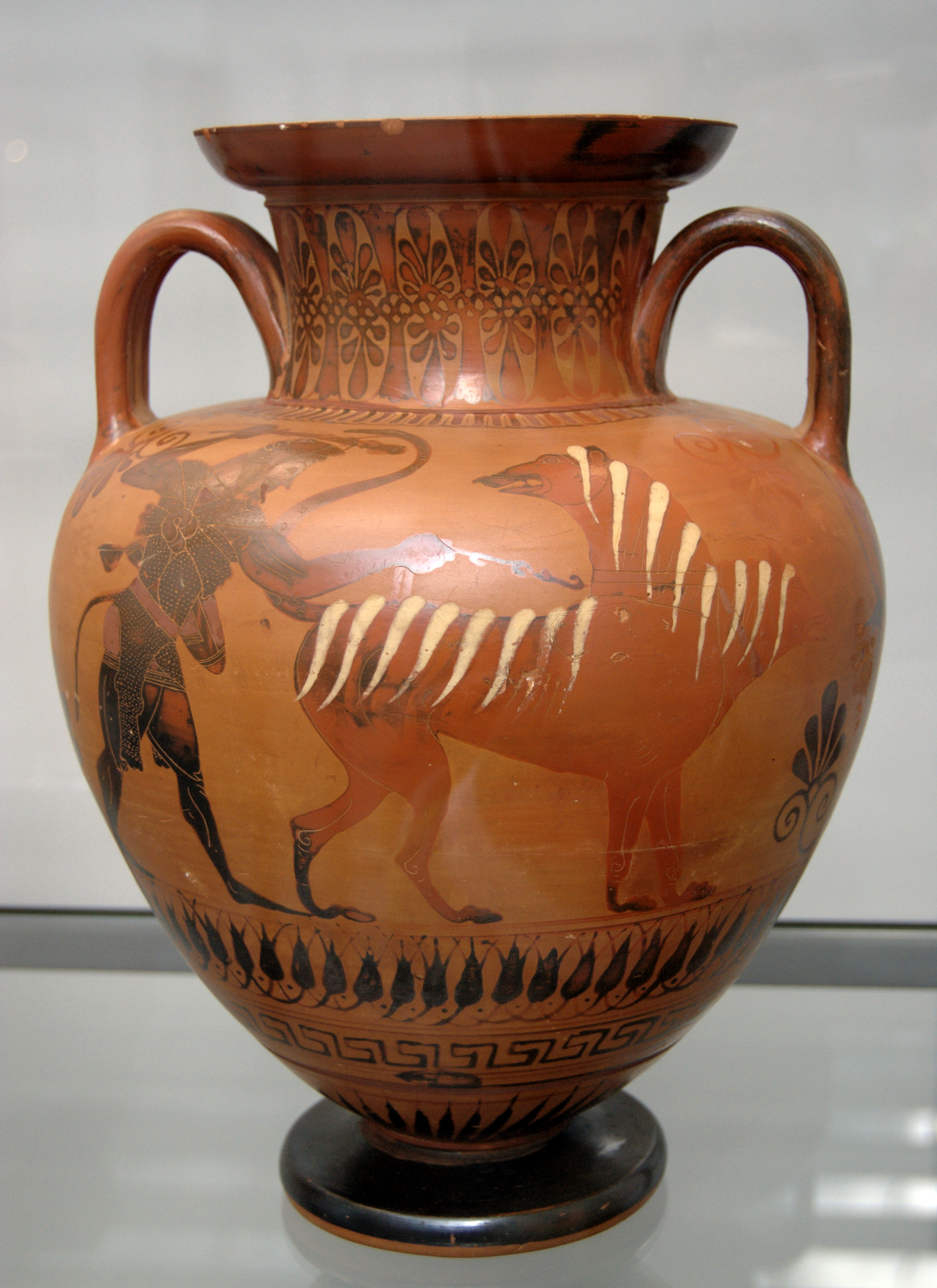
هرقل يقود سيربيروس أمامه. يدير الوحش إحدى رؤوسه للخلف بطريقة تهديدية ويرفع ذيله الثعبان. خطأ في حرق أمفورة أتيكية من قبل رسام بوتشي، ق. 540 BC، وُجدت في فولشي. توجد الآن في متحف مجموعة آثار الدولة بميونيخ، ألمانيا.

أساس رسم الفخار هو المزهرية التي يتم رسم الصورة عليه. أشكال مشهورة يتغيرن مع صيحات الوقت. في حين عادت العديد منها بعد فترات، استُبدلت البعض الآخر مع مرور الوقت. كان لديها جميعا طريقة تصنيع مشتركة: بعد صنع المزهرية، كان يتم تجفيفها أولاً قبل أن يتم رسمها. وكانت ورش العمل تحت سيطرة الخزافين، الذين كانوا يتمتعون بمكانة اجتماعية رفيعة بصفتهم أصحاب أعمال[بحاجة لمصدر].
مدى التطابق بين الفخاريين والرسامين غير مؤكد. من المرجح أن العديد من الفخاريين الرئيسيين قد قدموا إسهامات رئيسية في عملية الإنتاج كرسامين على الأواني، بينما كانوا يستخدمون رسامين إضافيين. ومع ذلك، ليس من السهل إعادة بناء الروابط بين الخزافين والرسامين. في العديد من الحالات، مثل حالات تليسون ورسام تليسون، أماسيس ورسام أماسيس، أو حتى نيكوستين ورسام "N" "نون"، يصعب إجراء تسميات واضحة، على الرغم من أنه في كثير من الأحيان يُفترض في الأدب العلمي أن هؤلاء الرسامين والفخاريين هم نفس الشخص[بحاجة لمصدر] . لكن يمكن إجراء مثل هذه التسميات بثقة فقط بتواجد توقيعات الفخاري والرسام.

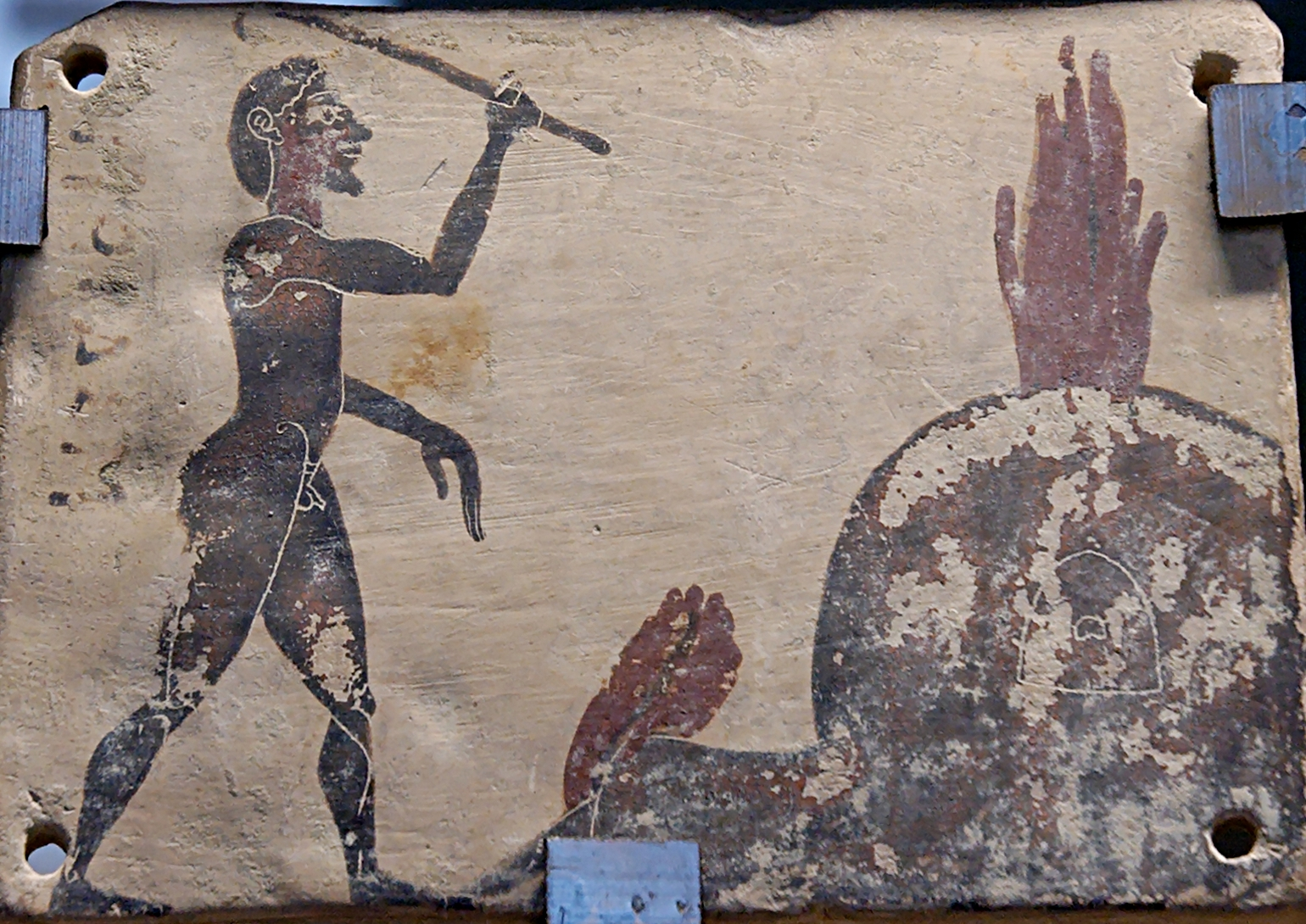
تصوير فرن فخار على لوح كورنثي، ق. 575 قبل الميلاد، وجدت في بنتسكوفيا؛ الآن في متحف اللوفر، باريس

الرسامون، الذين كانوا إما عبيدًا أو حرفيين يدفع لهم أجر كرسامين للفخار، عملوا على الأواني غير المحروقة والجافة من الجلد. في حالة إنتاج الشكل الأسود، تم الرسم على الإناء باستخدام خليط طيني (طين رقيق، وفي الأدب القديم كان يُشار إليه أيضًا بمصطلح الورنيش) الذي كان يصبح أسوداً ولامعاً بعد الحرق. لم يكن هذا "دهان" بالمعنى المعتاد، حيث كانت هذه الطبقة السطحية مصنوعة من نفس مواد الطين المستخدمة في الإناء نفسه، مختلفة فقط في حجم جزيئات المكون، الذي تم تحقيقه أثناء تنقية الطين قبل بدء عملية الصنع. تم رسم منطقة الأشكال أولاً باستخدام أداة تشبه الفرشاة. تم تنقيط الخطوط الداخلية والتفاصيل الهيكلية في الورنيش بحيث يمكن رؤية الطين الداخلي من خلال الخدوش. استخدمت صبغتان أخرتان من الطين لإضافة تفاصيل مثل الزخارف والملابس أو أجزاء من الملابس، والشعر، وشعر الحيوانات، وأجزاء من الأسلحة وغيرها من التجهيزات.استُخدم اللون الأبيض أيضًا بشكل متكرر لتمثيل بشرة النساء.
نجاح كل هذا الجهد لا يمكن تقييمه إلا بعد عملية حرق معقدة مكونة من ثلاث مراحل، حيث تنتج اللون الأحمر للطين الخام واللون الأسود للورنيش المطبق. كان يتم حرق الإناء في فرن بدرجة حرارة تقدر بحوالي 800 درجة مئوية، ومع نتيجة التأكسد كان يتحول الإناء إلى لون أحمر برتقالي. ثم كان يتم رفع درجة الحرارة إلى حوالي 950 درجة مئوية مع إغلاق فتحات الفرن وإضافة أخشاب خضراء لإزالة الأكسجين. ثم ثم يصبح الإناء بالكامل بلون أسود. المرحلة النهائية تتطلب فتح فتحات الفرن للسماح بدخول الأكسجين، ثم يتم السماح للفرن بالتبريد. أخيرا كان يعود لون الاناء للأحمر البرتقالي بسبب التأكسد المتجدد، في حين تحتفظ الطبقة المرسومة المحترقة الآن الملتصقة بالطين بلونها الأسود اللامع الذي تم إنشاؤه في المرحلة الثانية.
رغم أن الحفر هو أحد المؤشرات الأساسية للأسلوب، إلا أن بعض القطع تخلو عن هذه الخاصية. بالنسبة لهذه القطع، يكون الشكل مماثلًا تقنيًا للأسلوب التشبيهي الشرقي، ولكن مجموع الصور لا يعكس بعد الآن ممارسات التشبيه الشرقية. 